# قر العكشة (مستباء)

تعديل مصدري - تعديل

قر العكشة هي إحدى قرى عزلة شرق مستباء بمديرية مستباء التابعة لمحافظة حجة، بلغ تعداد سكانها 111 نسمة حسب تعداد اليمن لعام 2004.